# Florence Steurer
Florence Steurer (* 1. November 1949 in Lyon) ist eine ehemalige französische Skirennläuferin.
Bei Weltmeisterschaften konnte sie 1966 den dritten Platz im Riesenslalom erringen, 1970 und 1972 wurde sie jeweils Zweite in der Kombination, die damals nicht olympisch war. Bei den Olympischen Spielen 1972 in Sapporo gewann sie die Bronzemedaille im Slalom.
Steurer fuhr im Skiweltcup von 1967 bis 1972 und gewann einen Riesenslalom und drei Slaloms. Darüber hinaus wurde sie elfmal Zweite und zwölfmal Dritte. 1967 und 1969 wurde sie viermal französische Meisterin – zweimal in der Abfahrt und je einmal im Slalom und in der Kombination.
Am 1. März 1968 gewann Steurer den Slalom von Abetone mit einem Vorsprung von 3,00 Sekunden vor Annie Famose, dem bis dahin größten Vorsprung in einem Weltcupslalom überhaupt. Dieser Rekord hielt bis zum 28. November 2015, als die US-Amerikanerin Mikaela Shiffrin den Slalom von Aspen mit einem Vorsprung von 3,07 Sekunden auf Veronika Velez-Zuzulová gewann.

## Weltcupsiege
| Datum           | Ort             | Land       | Disziplin    |
| --------------- | --------------- | ---------- | ------------ |
| 18. Januar 1968 | Bad Gastein     | Österreich | Slalom       |
| 10. März 1968   | Abetone         | Italien    | Slalom       |
| 1. März 1969    | Squaw Valley    | USA        | Riesenslalom |
| 3. März 1972    | Heavenly Valley | USA        | Slalom       |